# Vyšėjšaja Liha 2014
La Vyšėjšaja Liha 2014 è stata la ventiquattresima edizione della massima serie del campionato bielorusso di calcio, disputato tra il 29 marzo e il 30 novembre 2014 e conclusosi con la vittoria del BATĖ Borisov, al suo undicesimo campionato vinto, il nono consecutivo. Il capocannoniere della competizione fu Mikalaj Januš (Šachcër Salihorsk) con 15 reti realizzate.

## Stagione

### Novità
Dalla Vyšėjšaja Liha 2013 venne retrocesso in Peršaja Liha lo Slavija-Mazyr, mentre dalla Peršaja Liha venne promosso lo Sluck.

### Formula
La formula del campionato constava di una doppia fase. Nella prima fase le 12 squadre partecipanti disputarono un girone all'italiana con partite di andata e ritorno per un totale di 22 partite. Le prime sei classificate vennero ammesse a una seconda fase per decretare la squadra vincitrice della competizione e le partecipazioni alle competizioni europee. Le ultime sei classificate vennero ammesse a una seconda fase per evitare la retrocessione. In entrambi i raggruppamenti della seconda fase le sei squadre partecipanti disputarono un girone all'italiana con partite di andata e ritorno per un totale di altre 10 partite. Nel raggruppamento delle prime sei, la prima classificata, vincitrice del campionato, venne ammessa al secondo turno preliminare della UEFA Champions League 2015-2016, mentre la seconda e la terza classificata vennero ammesse, rispettivamente, al secondo e al primo turno preliminare della UEFA Europa League 2015-2016, assieme alla squadra vincitrice della Coppa di Bielorussia; se quest'ultima avesse concluso il campionato al secondo o al terzo posto, la quarta classificata sarebbe stata ammessa in UEFA Europa League. Nel raggruppamento delle ultime sei, l'ultima classificata disputò uno spareggio con la seconda classificata in Peršaja Liha per un ulteriore posto in Vyšėjšaja Liha.

## Squadre partecipanti
| Club              | Città      | Stadio            | Stagione 2013               |
| ----------------- | ---------- | ----------------- | --------------------------- |
| BATĖ Borisov      | Barysaŭ    | Barysaŭ-Arėna     | Campione di Bielorussia     |
| Belšyna           | Babrujsk   | Stadio Spartak    | 7º posto in Vyšėjšaja Liha  |
| Dinamo Brėst      | Brėst      | OSK Brestskiy     | 8º posto in Vyšėjšaja Liha  |
| Dinamo Minsk      | Minsk      | Stadio Traktar    | 3º posto in Vyšėjšaja Liha  |
| Dnjapro Mahilëŭ   | Mahilëŭ    | Stadio Spartak    | 11º posto in Vyšėjšaja Liha |
| Homel'            | Homel'     | Stadio Central'ny | 6º posto in Vyšėjšaja Liha  |
| Minsk             | Minsk      | Stadio Torpedo    | 9º posto in Vyšėjšaja Liha  |
| Naftan            | Navapolack | Stadio Atlant     | 10º posto in Vyšėjšaja Liha |
| Nëman             | Hrodna     | Stadio Nëman      | 4º posto in Vyšėjšaja Liha  |
| Šachcër Salihorsk | Salihorsk  | Stadio Stroitel   | 2º posto in Vyšėjšaja Liha  |
| Sluck             | Sluck      | Stadio Haradzki   | 1º posto in Peršaja Liha    |
| Tarpeda-BelAZ     | Žodzina    | Stadio Torpedo    | 5º posto in Vyšėjšaja Liha  |

## Prima fase

### Classifica finale
|  | Pos. | Squadra           | Pt | G  | V  | N | P  | GF | GS | DR  |
|  | ---- | ----------------- | -- | -- | -- | - | -- | -- | -- | --- |
|  | 1.   | BATĖ Borisov      | 51 | 22 | 15 | 6 | 1  | 46 | 12 | +34 |
|  | 2.   | Dinamo Minsk      | 49 | 22 | 15 | 4 | 3  | 33 | 8  | +25 |
|  | 3.   | Naftan            | 37 | 22 | 10 | 7 | 5  | 30 | 20 | +10 |
|  | 4.   | Šachcër Salihorsk | 32 | 22 | 9  | 5 | 8  | 20 | 20 | 0   |
|  | 5.   | Homel'            | 32 | 22 | 8  | 8 | 6  | 21 | 21 | 0   |
|  | 6.   | Tarpeda-BelAZ     | 31 | 22 | 8  | 7 | 7  | 21 | 20 | +1  |
|  | 7.   | Nëman             | 27 | 22 | 7  | 6 | 9  | 25 | 24 | +1  |
|  | 8.   | Minsk             | 26 | 22 | 8  | 2 | 12 | 23 | 26 | -3  |
|  | 9.   | Sluck             | 25 | 22 | 7  | 4 | 11 | 15 | 26 | -11 |
|  | 10.  | Dinamo Brėst      | 22 | 22 | 6  | 4 | 12 | 23 | 52 | -29 |
|  | 11.  | Belšyna           | 18 | 22 | 4  | 6 | 12 | 28 | 38 | -10 |
|  | 12.  | Dnjapro Mahilëŭ   | 12 | 22 | 1  | 9 | 12 | 11 | 29 | -18 |

Legenda:
      Ammesse alla fase per il titolo.
      Ammesse alla fase per la salvezza.
Note:
Tre punti a vittoria, uno a pareggio, zero a sconfitta.

### Risultati
|                   | BAT  | Bel  | DiB  | DiM  | Dnj  | Hom  | Min  | Naf  | Nëm  | Šac  | Slu  | TŽo  |
| ----------------- | ---- | ---- | ---- | ---- | ---- | ---- | ---- | ---- | ---- | ---- | ---- | ---- |
| BATĖ Borisov      | –––– | 5-2  | 4-0  | 0-0  | 3-0  | 0-0  | 1-0  | 3-1  | 0-0  | 0-0  | 3-0  | 1-1  |
| Belšyna           | 1-2  | –––– | 7-0  | 0-1  | 0-0  | 1-2  | 0-3  | 1-1  | 3-4  | 2-1  | 1-2  | 0-1  |
| Dinamo Brest      | 0-4  | 2-2  | –––– | 2-1  | 0-2  | 2-0  | 2-3  | 0-7  | 1-2  | 0-0  | 2-1  | 2-1  |
| Dinamo Minsk      | 0-2  | 4-1  | 3-1  | –––– | 3-0  | 1-0  | 2-0  | 2-1  | 1-0  | 3-0  | 3-0  | 0-0  |
| Dnjapro Mahilëŭ   | 0-1  | 0-0  | 0-1  | 0-1  | –––– | 1-1  | 1-1  | 0-2  | 2-3  | 0-1  | 0-2  | 2-2  |
| Homel'            | 0-3  | 3-1  | 6-3  | 0-2  | 0-0  | –––– | 1-0  | 2-2  | 0-2  | 1-0  | 1-0  | 0-0  |
| Minsk             | 1-4  | 0-1  | 2-0  | 1-2  | 1-0  | 1-2  | –––– | 0-1  | 1-1  | 3-0  | 1-0  | 0-2  |
| Naftan            | 1-1  | 3-1  | 1-1  | 0-2  | 0-0  | 1-0  | 0-4  | –––– | 2-0  | 1-1  | 1-0  | 2-0  |
| Nëman             | 1-2  | 1-1  | 1-1  | 0-2  | 4-1  | 0-0  | 0-1  | 0-2  | –––– | 3-0  | 0-1  | 0-0  |
| Šachcër Salihorsk | 2-0  | 1-2  | 2-3  | 0-0  | 0-0  | 0-1  | 3-1  | 2-0  | 1-0  | –––– | 2-0  | 2-0  |
| Sluck             | 1-3  | 1-0  | 1-0  | 0-0  | 1-1  | 0-0  | 2-0  | 0-0  | 0-2  | 0-1  | –––– | 2-1  |
| Tarpeda-BelAZ     | 1-4  | 1-1  | 2-0  | 1-0  | 2-1  | 0-0  | 1-1  | 0-1  | 1-0  | 0-1  | 4-1  | –––– |

## Seconda fase per il titolo

### Classifica finale
|  | Pos. | Squadra           | Pt | G  | V  | N  | P  | GF | GS | DR  |
|  | ---- | ----------------- | -- | -- | -- | -- | -- | -- | -- | --- |
|  | 1.   | BATĖ Borisov      | 71 | 32 | 20 | 11 | 1  | 68 | 21 | +47 |
|  | 2.   | Dinamo Minsk      | 61 | 32 | 18 | 7  | 7  | 44 | 21 | +23 |
|  | 3.   | Šachcër Salihorsk | 50 | 32 | 14 | 8  | 10 | 35 | 28 | +7  |
|  | 4.   | Tarpeda-BelAZ     | 50 | 32 | 13 | 11 | 8  | 38 | 30 | +8  |
|  | 5.   | Naftan            | 43 | 32 | 11 | 10 | 11 | 40 | 43 | -3  |
|  | 6.   | Homel'            | 38 | 32 | 10 | 8  | 14 | 29 | 41 | -12 |

Legenda:
      Campione di Bielorussia e ammesso alla UEFA Champions League 2015-2016.
      Ammesso alla UEFA Europa League 2015-2016.
Note:
Tre punti a vittoria, uno a pareggio, zero a sconfitta.

### Risultati
|                   | BAT  | DiM  | Hom  | Naf  | Šac  | TŽo  |
| ----------------- | ---- | ---- | ---- | ---- | ---- | ---- |
| BATĖ Borisov      | –––– | 0-0  | 4-0  | 4-0  | 1-1  | 1-1  |
| Dinamo Minsk      | 1-2  | –––– | 0-2  | 2-0  | 1-4  | 1-1  |
| Homel'            | 1-2  | 0-2  | –––– | 3-0  | 0-1  | 0-1  |
| Naftan            | 2-2  | 1-1  | 5-1  | –––– | 0-0  | 1-5  |
| Šachcër Salihorsk | 1-4  | 1-2  | 3-0  | 2-0  | –––– | 0-0  |
| Tarpeda-BelAZ     | 2-2  | 2-1  | 2-1  | 3-1  | 0-2  | –––– |

## Seconda fase per la salvezza

### Classifica finale
|  | Pos. | Squadra         | Pt | G  | V  | N  | P  | GF | GS | DR  |
|  | ---- | --------------- | -- | -- | -- | -- | -- | -- | -- | --- |
|  | 7.   | Minsk           | 52 | 32 | 16 | 4  | 12 | 45 | 36 | +9  |
|  | 8.   | Nëman           | 42 | 32 | 11 | 9  | 12 | 41 | 36 | +5  |
|  | 9.   | Sluck           | 40 | 32 | 11 | 7  | 14 | 26 | 34 | -8  |
|  | 10.  | Belšyna         | 32 | 32 | 8  | 8  | 16 | 42 | 56 | -14 |
|  | 11.  | Dinamo Brėst    | 26 | 32 | 7  | 5  | 20 | 29 | 68 | -39 |
|  | 12.  | Dnjapro Mahilëŭ | 20 | 32 | 2  | 14 | 16 | 19 | 42 | -23 |

Legenda:
   Ammesso allo spareggio promozione/retrocessione.
Note:
Tre punti a vittoria, uno a pareggio, zero a sconfitta.

### Risultati
|                 | Bel  | DiB  | Dnj  | Min  | Nëm  | Slu  |
| --------------- | ---- | ---- | ---- | ---- | ---- | ---- |
| Belšyna         | –––– | 2-1  | 1-1  | 1-2  | 1-3  | 2-1  |
| Dinamo Brest    | 0-1  | –––– | 1-1  | 1-2  | 0-1  | 0-2  |
| Dnjapro Mahilëŭ | 1-2  | 1-0  | –––– | 0-2  | 1-1  | 1-1  |
| Minsk           | 1-1  | 5-2  | 2-1  | –––– | 2-1  | 0-0  |
| Nëman           | 5-2  | 0-1  | 1-1  | 2-4  | –––– | 2-0  |
| Sluck           | 3-1  | 1-0  | 2-0  | 1-2  | 0-0  | –––– |

## Spareggio promozione/retrocessione
Allo spareggio promozione/retrocessione vennero ammessi l'undicesima classificata in Vyšėjšaja Liha, il Dnjapro Mahilëŭ, e la terza classificata in Peršaja Liha, il Vicebsk, per un posto nella Vyšėjšaja Liha 2015.
|                 | Risultati |                 | Luogo e data             |
| --------------- | --------- | --------------- | ------------------------ |
| Vicebsk         | 2 - 0     | Dnjapro Mahilëŭ | Vicebsk, 3 dicembre 2014 |
| Dnjapro Mahilëŭ | 1 - 1     | Vicebsk         | Mahilëŭ, 6 dicembre 2014 |
|                 |           |                 |                          |

## Statistiche

### Classifica marcatori
| Gol |  |  | Giocatore             | Squadra           |
| --- |  |  | --------------------- | ----------------- |
| 15  |  |  | Mikalaj Januš         | Šachcër Salihorsk |
| 14  |  |  | Aljaksandr Makasʹ     | Dinamo Minsk      |
| 12  |  |  | Michail Hardzejčuk    | BATĖ Borisov      |
| 12  |  |  | Jahor Zubovič         | Nëman             |
| 11  |  |  | Vital' Radyënaŭ       | BATĖ Borisov      |
| 11  |  |  | Pavel Savicki         | Nëman             |
| 10  |  |  | Dzimitryj Chlebasolaǔ | Belšyna           |
| 10  |  |  | Sjarhej Kryvec        | BATĖ Borisov      |
| 9   |  |  | Mikalaj Sihnevič      | BATĖ Borisov      |
| 9   |  |  | Vadzim Dzemidovič     | Naftan            |